# 시모시라타키 신호장
시모시라타키 신호장(일본어: 下白滝信号場)은 일본 홋카이도 몬베쓰 군 엔가루정에 위치한 홋카이도 여객철도 세키호쿠 본선의 신호장이다. 철도역 시절의 역번호는 A47이었다.

## 역 구조
상대식 승강장 2면 2선의 구조이었다. 신호장 격하에 따라 승강장은 사용되지 않는다.
| 1 | ■ 세키호쿠 본선 | (하행) | 엔가루 · 기타미 · 아바시리 방면       | 2016년 3월 26일 폐지됨 |
| 2 | ■ 세키호쿠 본선 | (상행) | 시라타키 · 가미카와 · 아사히카와 방면 | 2016년 3월 26일 폐지됨 |

## 역 주변
- 국도 제333호선
- 유베쓰 강

## 역사
- 1929년 8월 12일 : 일본국유철도의 역으로서 개업. 일반역.
- 1974년 10월 1일 : 화물 취급 폐지.
- 1983년 1월 10일 : 소화물 취급 폐지. CTC 도입에 따른 무인화.
- 1987년 4월 1일 : 일본국유철도 분할 민영화에 따라 홋카이도 여객철도가 승계.
- 2015년 8월 1일 : 이 역과 마루셋푸역 사이에서 노반이 쓸려나가 가미카와역~엔가루역간 운행 중단.
- 2016년 3월 26일 : 이용자 감소로 인해 여객 영업을 종료하고 신호장으로 격하됨.

## 인접 역
| 세키호쿠 본선                  | 세키호쿠 본선   | 세키호쿠 본선              |
| ------------------------------ | --------------- | -------------------------- |
| 시라타키 A45 신아사히카와 방면 | ■ 세키호쿠 본선 | 마루셋푸 A48 아바시리 방면 |